# Famille Losonci
Losonci est le patronyme d'une ancienne famille de la noblesse hongroise.

## Origines
La famille Losonci est issue du clan Tomaj (hu) et remonte à Dénes Tamaj né à la fin du XIIe siècle.

## Membres notables
- Tamás Losonci (fl. 1302-1361), comte des Sicules.
- Dénes Losonci († 1393), ban de Croatie, Dalmatie et Slavonie, főispán de Zólyom.
- László Losonci († 1395), ban de Croatie, Dalmatie et Slavonie.
- István Losonci († 1395), ban de Macsó.
- István Losonci († 1355), ban de Szörény.
- János Losonci (fl. 1427-1454), főispán de Szabolcs.
- László Losonci († 1498), voïvode de Transylvanie, maître du trésor.
- Antal Losonci († 1551), Grand échanson du royaume de Hongrie.
- István Losonci († 1552), főispán de Temes.
- István Losonci (hu) († 1552), capitaine et héros du siège de Temesvár, főispán du comitat de Temes et de Nógrád. Père de :
  - Anna Losonci (hu) (1553-1595) dont s'épris le poète Bálint Balassi.
  - László († 1427), fondateur de la famille Bánffy de Losonc.
- Dezsõ Losonci (fl. 1319-1348), auteur de la famille Dezsõfi de Losoncz

## Liens, sources
- Iván Nagy: Magyarország családai, Budapest
- Losonczi family